# Zentral-Stadion Batumi
Das Zentral-Stadion Batumi (georgisch ცენტრალური სტადიონი (ბათუმი)) war ein Fußballstadion mit Leichtathletikanlage in der georgischen Hafenstadt Batumi, Autonome Republik Adscharien. Die Anlage am Schwarzen Meer wurde 1925 eröffnet und war bis zum Abriss 2006 die Heimspielstätte des Fußballclubs FC Dinamo Batumi. Es bot ursprünglich 18.600 Sitzplätze. 2002 reduzierte sich das Platzangebot durch den Abriss von zwei Drittel der Tribünen auf 4000 Besucher. Statt der Ränge wurde eine Konzertbühne errichtet. Die Spielfläche bestand aus Naturrasen.
Der FC Dinamo Batumi spielte nach dem Abriss in der Chele Arena in Kobuleti. Nach langen Verzögerungen wurde 2020 das Batumi-Stadion, die neue Heimat des FC Dinamo, mit 20.035 Plätzen fertiggestellt.